# شالاخو

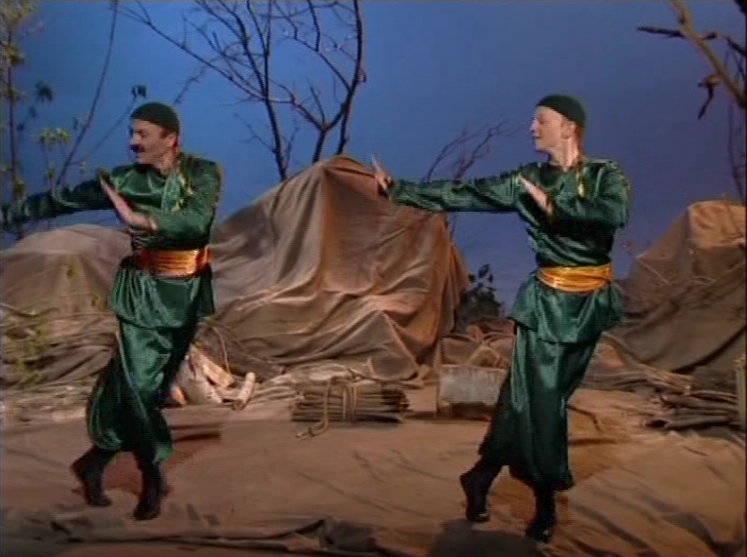
رقص شالاخو

شالاخو (به زبان ارمنی շալախո - به ترکی آذربایجانی Şalaxo - به زبان گرجی შალახო) یک رقص فولکلوریک قدیمی اهالی قفقاز جنوبی است. رقص شالاخو، از رقص‌های قدیمی و محبوب منطقه قفقاز است. این رقص مردانه است و همیشه با اشتیاق فراوان ایفا می‌شود و گاه گاهی توسط زن و مرد با همدیگر می‌رقصند.